# Andrei Buzdug
Andrei Buzdug (n. 1891, Josenii Bârgăului – d. 1939, Cluj) a fost un deputat în Marea Adunare Națională de la Alba Iulia, organismul legislativ reprezentativ al „tuturor românilor din Transilvania, Banat și Țara Ungurească”, cel care a adoptat hotărârea privind Unirea Transilvaniei cu România, la 1 decembrie 1918.:p. 77

## Biografie
Andrei Buzdug, a studiat teologia, slujind la începutul carierei ca preot în parohia ortodoxă Șusenii Bârgăului, din județul Bistrița-Năsăud. Ulterior la 1918 a fost președintele C.N.R Josenii Bârgăului iar după aceea profesor la liceul "Gh.Barițiu" din Cluj. Din 1924 a devenit profesor la Academia teologică din același oraș. Acesta a publicat "Adevăratul drum"(1922), manuale școlare pentru clasele I-IV, "Merinde pentru sufletele credincioase" vol I și II în 1933-1934.:p. 118

## Activitatea politică

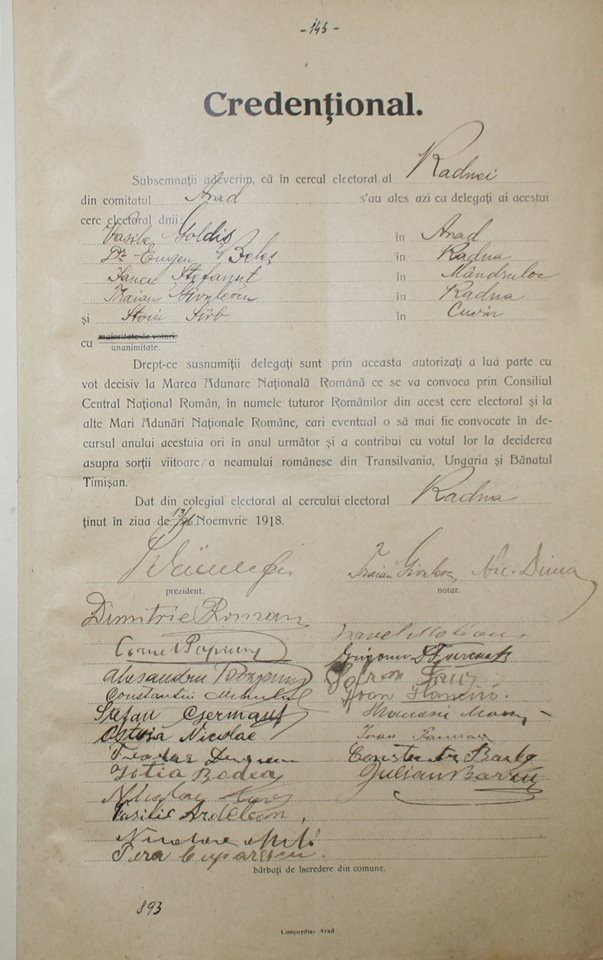
Credențional

Ca deputat în Adunarea Națională din 1 decembrie 1918 a reprezentat, ca delegat supleant, cercul electoral Năsăud.:p. 118